# 大沼勘四郎
大沼 勘四郎（おおぬま かんしろう、1904年〈明治37年〉6月23日 - 没年不明）は、日本の造り酒屋経営者。寿虎屋酒造社長（第9代）・会長。山形県酒造組合連合会会長（第3代・3期）。山形商工会議所二号議員。沖正宗酒造株式会社監査役。

## 来歴
- 1904年（明治37年）6月23日 - 虎屋本店8代目当主・父：大沼保吉と母：セイの長男として生まれる。
- 保吉は先代も自分も養子のため名乗れなかった屋号の「勘四郎」を名前に付けた。
- 早稲田大学卒業
- 1928年（昭和3年）5月31日 - 青柳堪と結婚。
- 保吉が政治に専念するため家業を任せられるが、酒は保吉と同じく下戸で飲めなかった。
- 1940年（昭和15年） - 虎屋酒造本店は「寿虎屋酒造」となる。
- 1941年（昭和16年）3月 - 山形商工会議所二号議員当選
  - 5月7日 - 山形商工会議所理材部部員就任
  - 12月23日 - 保吉隠居により家督を相続する。
- 1942年（昭和17年）5月 - 企業整備による酒造業統制が行われたため営業を一部縮小。
- 1947年（昭和22年）7月9日 - 山形水曜会（後に山形ロータリークラブに併合）会員
- 1953年（昭和28年）4月 - 日新生命保険相互会社社員総代1回目就任
- 1959年（昭和34年）2月1日 - 沖正宗酒造株式会社（山形県内57社の共同壜詰会社）が設立され監査役就任
- 1961年（昭和36年）4月 - 日新生命保険相互会社社員総代2回目就任
  - 4月14日 - 「出羽輝、秀峰之暁、特選霞城寿」特級規格認定
- 1962年（昭和37年）7月 - 虎屋酒造工場を新築。工場名に「寿久蔵」と保吉が名付ける。
  - 10月22日 - 午前8時30分、父：大沼保吉死去。
- 1966年（昭和41年） - 山形県酒造組合連合会理事就任
- 1969年（昭和44年） - 山形県酒造組合連合会副会長就任
- 1972年（昭和47年） - 山形県酒造組合連合会会長1期目就任
- 1975年（昭和50年） - 山形県酒造組合連合会会長2期目就任
- 1978年（昭和53年） - 山形県酒造組合連合会会長3期目就任
- 1980年（昭和55年） - 山形県酒造組合連合会会長退任
- 没年不明。

## 栄典・受賞
- 1984年（昭和59年）11月3日 - 黄綬褒章

## 出版物
- 編纂
  - 『大沼保吉翁回想録』 1963年6月 後藤嘉一（編著） 大沼勘四郎、大沼義之助、大沼貞蔵（編纂委員）

- 関連書籍
  - 『千代寿虎屋酒造史』 1989年8月 大沼義之助（著） 千代寿虎屋酒造（出版）
  - 『酒蔵片々 - 幼少編』 2004年1月 大沼保義（著） 千代寿虎屋酒造株式会社（出版）

## 虎屋酒造歴代当主
- 初代：俗名不明（戒名：行誉念正居士）
- 二代：大沼勘四郎
- 三代：大沼勘四郎利明
- 四代：大沼勘四郎福明
- 五代：大沼勘四郎
- 六代：大沼勘四郎
- 七代：大沼金治
- 八代：大沼保吉
- 九代：大沼勘四郎

## 親族
- 父：大沼保吉 - 第10代山形市長、寿虎屋酒造8代目経営者、千代寿虎屋酒造初代経営者
- 母：大沼セイ - 保吉の後妻。寿虎屋酒造7代目経営者・大沼金治の三女
- 妻：大沼堪 - 東村山郡天童町・青柳リウの妹。
  - 長男：大沼英一 - 寿虎屋酒造10代目経営者
  - 三女：大沼裕子 - 正田陽一（東京大学名誉教授・上皇后美智子の従兄）妻
  - 二男：大沼保昭 - 東京大学名誉教授
- 義兄：大沼貞蔵 - 医師、医学博士、（社）山形県医師会初代会長
- 姉：大沼セン - 保吉と前妻ウンの長女。貞蔵の前妻
- 妹：大沼クラ - 貞蔵の後妻
  - 甥：大沼貞雄 - 医師、医学博士、（社）山形市医師会会長
- 弟：大沼義之助 - 千代寿虎屋酒造2代目経営者
  - 甥：大沼保義 - 千代寿虎屋酒造3代目経営者

## 参考資料
- 『酒蔵片々 - 幼少編』 2004年1月 大沼保義（著） 千代寿虎屋酒造株式会社（出版）
- 『山形県酒造史　山形酒の昨日・今日・明日』 2005年5月 山形県酒造組合（出版）
- 『大沼保吉翁回想録』 1963年6月 後藤嘉一（編著） 大沼保吉翁回想録編纂委員会（出版）
- 『山形商工会議所史 上巻』 1972年11月 後藤嘉一（編著） 山形商工会議所（出版）
- 『山形新聞』 1984年11月2日号 県内の褒章受章者
- 『官報』 1953年3月24日 本紙 7862 その他の公告